# Ophiocnida loveni
Ophiocnida loveni is een slangster uit de familie Amphiuridae.
De wetenschappelijke naam van de soort werd in 1867 gepubliceerd door Axel Vilhelm Ljungman.